# Elkhorn (Wisconsin)
Elkhorn település az Amerikai Egyesült Államok Wisconsin államában, Walworth megyében, melynek megyeszékhelye is. Lakosainak száma 10 247 fő (2020. április 1.).

## Népesség
A település népességének változása:

| 2010 | 10 084 |
| 2020 | 10 247 |